# Олеся Гончара, 71
Садиба Осипа Родіна — будинок другої половини XIX століття у Києві на вулиці Олеся Гончара, 71.
Будинок — один із елементів рядової забудови кварталу. Наказом Департаменту охорони культурної спадщини (ДОКС) Київської міської державної адміністрації № 46 від 22 вересня 2020 року будівлі надали статус щойно виявленої пам'ятки історії та архітектури. 28 січня 2021 року Окружний адміністративний суд Києва скасував охоронний статус будівлі.

## Історія

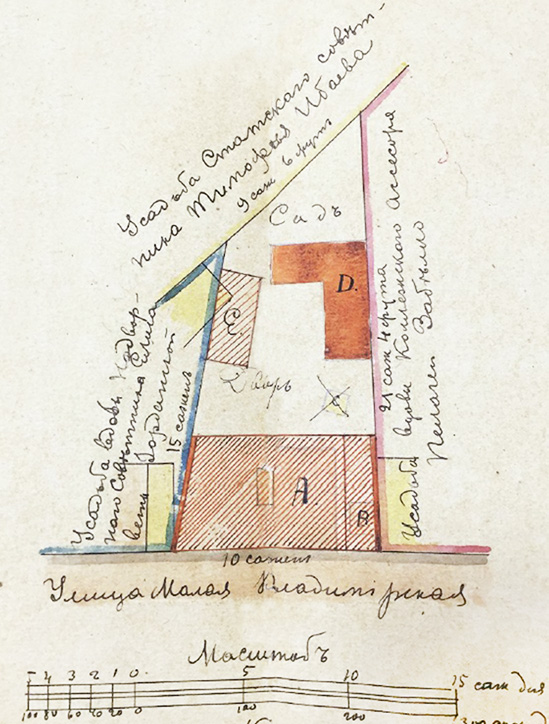
Генеральний план садиби (1881)

У другій половині XIX століття на території садиби стояв одноповерховий дерев'яний будинок із садом і господарськими будівлями. 1881 року ділянку викупив селянин Осип Родін. 1882 року на його замовлення звели будівлю за проєктом київського архітектора Володимира Ніколаєва. 1901 року садиба перейшла у спадок донькам Родіна — міщанкам Надії Зелінській і Ганні Богорській. 1910 року садибу продали дворянину Казимиру-Альбіну Жубру, який на той час працював в управлінні Південно-Західної залізниці.
Близько 1922 року більшовики націоналізували будинок і передали в оренду житлокооперативу.[джерело?]
19 жовтня 1998 і 30 березня 2001 року фірма «Вета» викупила частину приміщень, а іншу, з комунального майна, отримала в оренду. 27 листопада 2003 року рішенням міськради будівлю перевели із житлового фонду в нежитловий. У березні 2011 року частину приміщень будівлі № 71, що перебувала у власності територіальної громади, передали в оренду й одразу дозволили приватизувати нежитлові приміщення. 14 червня 2012 року комунальне підприємство «Київжитлоспецексплуатація» звернулось до Київського апеляційного господарського суду з позовом про виселення з приміщень фірми «Вета» і повернення майна. Суд задовольнив ці вимоги.
У будинку розташовувався Театр Історичного Портрета (ТіП), заснований 1978 року Ігорем Шведовим (1924 — 2001), художнім керівником, автором і виконавцем усіх вистав.
До 2014 року приміщення займала «Вільна сцена» театру драми і комедії на Лівому березі, індивідуальний проєкт режисера Дмитра Богомазова.[джерело?]
Відкрита у 2006 році експериментальна сцена на 20 місць була найменшим театральним майданчиком Києва.
8 квітня 2010 року фірма «Арікс» викупила сусідню ділянку № 69, а в 2013 і 2015 роках — № 71. За результатами журналістських розслідувань кінцевим бенефіціарним власником фірми «Арікс» визначено Якова Басса, батька Дениса Басса, колишнього заступника київського голови Черновецького.
2012 року Міністерство культури України у відповідь на запит КМДА відмовило в наданні будинку по вулиці Олеся Гончара, 71, охоронного статусу (на підставі висновку експертної ради при Міністерстві культури, наданого за підписом М. М. Дьоміна).
2019 року фірма «Арікс» делегувала функції замовника будівництва ТОВ «Концепт-плаза». Різні власники «Концепт-плаза» пов'язані з фірмами з орбіти Дмитра Ісаєнка, народного депутата від ОПЗЖ, Андрія Вавриша, власника компанії SAGA Development, та колишнього заступника директора департаменту містобудування й архітектури Київської міськадміністрації. Власники за допомогою громадської організації «Європейський закон і порядок» через суд домоглись визнання внесених ними змін у дозволі на будівництво.
2019 року на території колишньої садиби розпочалось будівництво ЖК «Franklin Concept House» на 18 поверхів.
У вересні 2020 року активісти, об'єднані навколо проєкту «Мапа реновації», звернулися до депутатів Київської міської ради з вимогою внести будинок до переліку нововиявлених пам'яток архітектури. 22 вересня 2020 року Департамент охорони культурної спадщини надав будинку статус щойно виявленої пам'ятки історії та архітектури.
Власники будівлі оскаржили наказ в Окружному адміністративному суді. Суд звернувся до Українського товариства охорони пам'яток історії й культури (УТОПІК) щодо визначення цінності будівлі. У висновку УТОПІК зазначено, що об'єкт належить до рядової забудови і його рекомендовано вилучити з переліку об'єктів культурної спадщини. Посилаючись на цей документ, 28 січня 2021 року суд задовольнив позов власника будівлі й скасував наказ ДОКС.
4 серпня 2021 року Шостий апеляційний адміністративний суд підтримав позбавлення будинку Осипа Родіна статусу щойно виявленого об'єкта культурної спадщини. Тобто суддями залишено в силі рішення суду першої інстанції та відмовлено в задоволенні апеляційних скарг Мінкульту, Офісу прокурора та громадської організації «Мапа Реновації». Тепер справу буде розглядати Касаційний адміністративний суд у складі Верховного Суду України. 5 серпня, вже на другий день після позбавлення статусу щойно виявленої пам'ятки культури, біля об'єкта почалися будівельні роботи.

## Архітектура
Цегляний будинок первісно був двоповерховий. На початку XX століття добудували третій поверх.
Створений у формі цегляного стилю й еклектики з використанням елементів модерну. Фасад розчленований центральною і боковими розкріповками, які фланковані лізенами. На рівні першого поверху лізени рустовані. Віконні прорізи прямокутні, а на верхньому поверсі аркові. Попри це використання елементів декору, схожих на початкові, автентичність будівлі була порушена пізнішою надбудовою.
Станом на лютий 2021 року у цілому кварталі збереглися лише два зразки забудови кінця ХІХ сторіччя, зокрема й будівля № 71.